# Mira Sintra
Mira Sintra ist ein Ort und eine ehemalige Gemeinde (Freguesia) im portugiesischen Kreis Sintra. Die Gemeinde hatte 5052 Einwohner (Stand 30. Juni 2011).
Am 29. September 2013 wurden die Gemeinden Mira Sintra und Agualva zur neuen Gemeinde União das Freguesias de Agualva e Mira Sintra zusammengeschlossen.